# NGC 1637
NGC 1637 est une galaxie spirale intermédiaire (barrée ?) relativement rapprochée et située dans la constellation de l'Éridan. NGC 1637 a été découverte par l'astronome germano-britannique William Herschel en 1786.

## Caractéristiques
La classe de luminosité de NGC 1637 est III et elle présente une large raie HI. C'est aussi une galaxie à noyau actif.

### Distance
Sa vitesse par rapport au fond diffus cosmologique est de 670 ± 3 km/s, ce qui correspond à une distance de Hubble de 9,89 ± 0,69 Mpc (∼32,3 millions d'al).
À ce jour, 39 mesures non basées sur le décalage vers le rouge (redshift) donnent une distance de 11,527 ± 2,697 Mpc (∼37,6 millions d'al), ce qui est à l'intérieur des valeurs de la distance de Hubble. Puisque cette galaxie est relativement rapprochée du Groupe local, il est probable que cette valeur soit plus près de la distance réelle de NGC 1637. Notons que c'est avec la valeur moyenne des mesures indépendantes, lorsqu'elles existent, que la base de données NASA/IPAC calcule le diamètre d'une galaxie.

### Luminosité dans l'infrarouge
La luminosité de la galaxie NGC 1637 dans l'infrarouge lointain (de 40 à 400 µm)  est égale à 2,00 × 109 {\displaystyle L_{\odot }} (109,30{\displaystyle L_{\odot }}) et sa luminosité totale dans l'infrarouge (de 8 à 1 000 µm) est de 2,88 × 109 {\displaystyle L_{\odot }} (109,46{\displaystyle L_{\odot }}).

## Morphologie

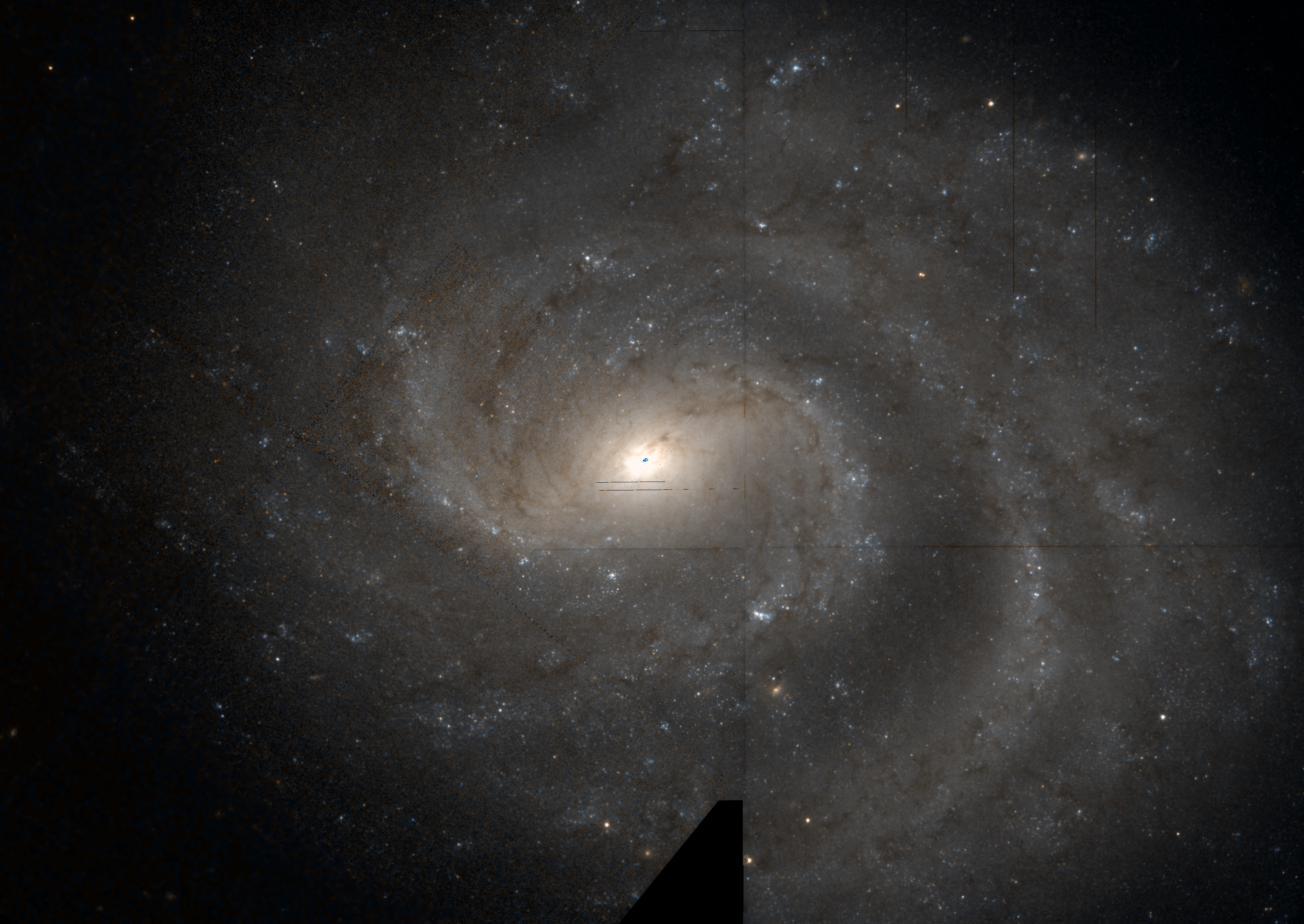
NGC 1637 par le télescope spatial Hubble.

NGC 1637 a été utilisée par Gérard de Vaucouleurs comme une galaxie de type morphologique SAB(rs)c dans son atlas des galaxies,.
Eskridge, Frogel et Pogge ont publié un article en 2002 décrivant la morphologie de 205 galaxies spirales ou lenticulaires rapprochées. Les observations ont été réalisées dans la bande H de l'infrarouge et dans la bande B (le bleu). Selon Eskridge et ses collègues, NGC 1637 est de type Sbc dans la bande B et SBb (pec) dans la bande H. Une barre de faible brillance de surface orientée d'est en ouest s'étend depuis le grand axe d'un bulbe elliptique. Le disque est très asymétrique , beaucoup plus étendu vers le nord-est que vers le sud-ouest. Le bras à l'ouest tourne vers le sud et s'enroule sur 270° avant de s'estomper. Le bras à l'est tourne vers le nord et s'estompe après seulement 180 degrés. Les bras assez sont bien définis, avec une luminosité de surface beaucoup plus élevée du côté est.

## Observations en rayon X par Chandra
Les observations réalisées par le télescope spatial Chandra dans le domaine des rayons X en 1999 et en 2000 ont permis de constater que NGC 1637 est le théâtre d'une activité plus intense qu'elle ne le laisse voir en lumière visible. Sur une période de 21 mois, des sources intenses de rayon X provenant d'étoiles à neutrons et de trous noirs n'ont cessé de scintiller donnant l'apparence d'un arbre de Noël à cette galaxie rapprochée. 
Ce comportement erratique est une caractéristique commune à des étoiles à neutrons ou des trous noirs qui possèdent une étoile normale en orbite. Les gaz de l'étoile tombent vers l'étoile à neutron ou le trou noir et ils produisent alors de puissantes radiations X. On donne le nom de binaire X à ces systèmes. Notons que Chandra a également observé la supernova 1999em pendant cette période.

## Supernova

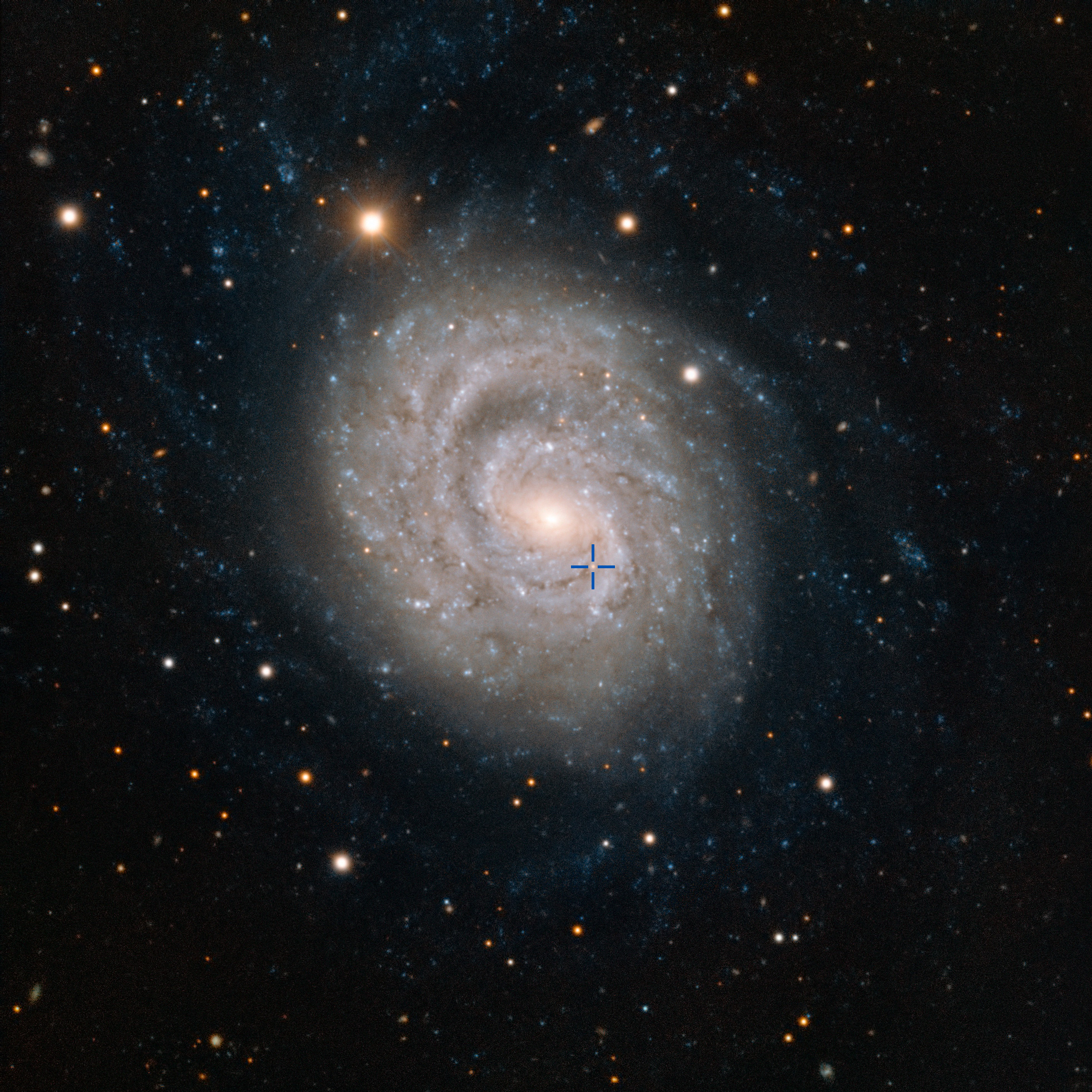
La position de la supernova 1999 em est indiquée par une croix. (ESO)

La supernova SN 1999em a été découverte dans NGC 1637 le 29 octobre 1999 par W. D. Li dans le cadre du programme conjoint LOSS/KAIT (Lick Observatory Supernova Search de l'Observatoire de Lick et The Katzman Automatic Imaging Telescope de l'université de Californie à Berkeley.
La supernova SN 1999em était de type II-P,. Une supernova de type II est une supernova à effondrement de cœur. Seules les étoiles massives produisent ce type de supernova. 
La masse de l'étoile qui a donné naissance à cette supernova était de 12 à 14 fois celle du Soleil. Une supernova de type II-P (en) présente un plateau dans la décroissance de sa courbe luminosité-temps, alors que celle de type II-L montre une décroissante interrompue.  

## Galerie

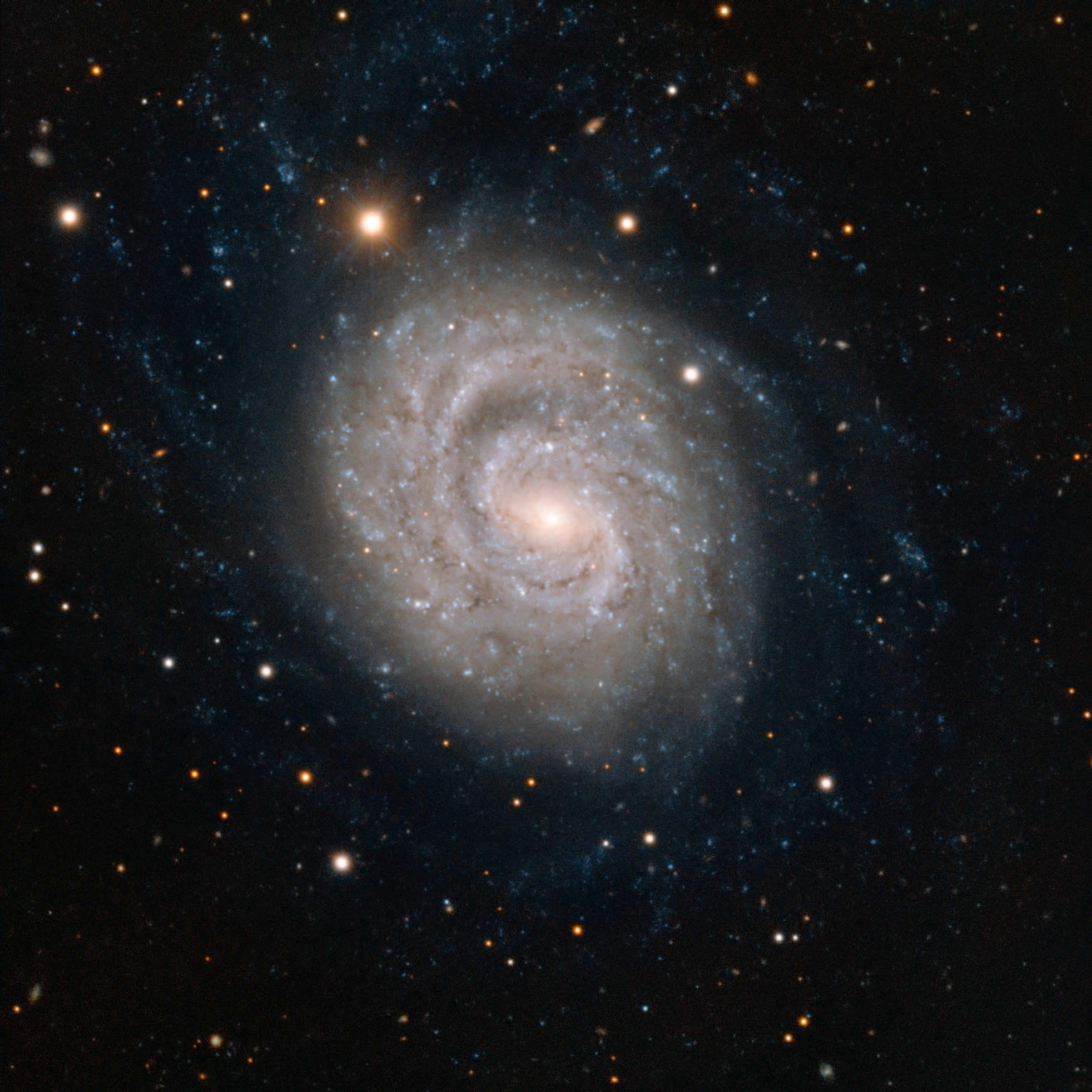
Image de NGC 1637 provenant du VLT de l'ESO.
- Un voyage au cœur de NGC 1637 par l'ESO.